# Final Fantasy: The Spirits Within
Final Fantasy (Final Fantasy: The Spirits Within (ファイナルファンタジー, Fainaru Fantajī, lit. "Fantasia Final")) é um filme de ficção científica, por Hironobu Sakaguchi, o criador da série de RPGs Final Fantasy. O filme foi lançado em 13 de julho de 2001 nos Estados Unidos da América e foi a primeira animação de humanos CGI fotorrealísticos. O nome do filme nos EUA, que é Final Fantasy: The Spirits Within, significa Fantasia Final: Os Espíritos Interiores, mas o nome do filme no Japão, que é ファイナルファンタジー, significa apenas Fantasia Final. No Brasil, recebeu o título Final Fantasy. Apesar de ter não ter sido um filme malquisto, o filme é geralmente visto como um fracasso comercial, pois apesar de a animação ser extremamente a frente de seu tempo na época em que foi lançado, filmes em animação eram associados a filmes infantis, principalmente se fossem adaptações de videogames.

## Sinopse
O filme conta a história de uma Terra pós-apocalíptica infestada de alienígenas no ano de 2065. Os humanos vivem em “cidades barreira”, todos numa tentativa de livrar o planeta dos Phantoms (que significa Fantasmas), uma misteriosa raça alienígena. A única esperança vem da cientista Aki Ross e de seu mentor, Dr. Sid, que tem um plano de destruir os Phantoms sem causar danos ao planeta, mas um general chamado Hein está determinado à usar o canhão espacial “Zeus” para destruir os Phantoms - mesmo que isso cause danos à Terra no processo.

## Elenco
| Ator                                                           | Personagem                                 |
| -------------------------------------------------------------- | ------------------------------------------ |
| Ming-Na                                                        | Aki Ross                                   |
| Alec Baldwin                                                   | Gray Edwards                               |
| Ving Rhames                                                    | Ryan Whittaker                             |
| Steve Buscemi                                                  | Neil Fleming                               |
| Peri Gilpin                                                    | Jane Proudfoot                             |
| Donald Sutherland                                              | Dr. Sid                                    |
| James Woods                                                    | General Hein                               |
| Keith David                                                    | Membro do conselho 1                       |
| Jean Simmons                                                   | Membro do conselho 2                       |
| Matt McKenzie                                                  | Prefeito Elliot                            |
| Matt Adler                                                     | Vozes adicionais                           |
| Steve Alterman                                                 | Vozes adicionais                           |
| David Arnott                                                   | Vozes adicionais                           |
| Andrea Baker                                                   | Vozes adicionais                           |
| Cathy Cavadini                                                 | Vozes adicionais                           |
| Lanei Chapman                                                  | Vozes adicionais                           |
| Vicki Davis                                                    | Vozes adicionais                           |
| Judi M. Durand                                                 | Vozes adicionais                           |
| Greg Finley                                                    | Vozes adicionais                           |
| Jack Fletcher                                                  | Vozes adicionais                           |
| Julia Fletcher                                                 | Vozes adicionais                           |
| Barbara Harris                                                 | Vozes adicionais                           |
| David McCharen                                                 | Vozes adicionais                           |
| Tracy Metro                                                    | Vozes adicionais                           |
| David Michie                                                   | Vozes adicionais                           |
| Richard Penn                                                   | Vozes adicionais                           |
| David Randolph                                                 | Vozes adicionais                           |
| John DeMita (não-creditado)                                    | Soldado da BCR/Técnico da Estação Espacial |
| John Di Maggio (não-creditado)                                 | Soldado da BFW                             |
| Alex Fernandez, David Rasner e Dwight Schultz (não-creditados) | Técnicos da Estação Espacial               |
| Annie Wu (não-creditada)                                       | O Quinto espírito                          |

## Enredo
A história inicia com Aki Ross na estação espacial “Zeus” acordando de seu sonho sobre os Phantoms. Depois que ela acorda, ela procede para a Terra na Old New York City, numa missão para achar o sexto espírito. Ela continua procurando até que ela começa à fugir de alguns Phantoms que aparecem. Quando ela está para ser morta por eles, um esquadrão conhecido como “Deep Eyes” (que significa Olhos Profundos) surge para salvar sua vida. Apesar do capitão dizer que ela está sobre custódia deles, Aki foge e eventualmente acha o sexto espírito, que é uma planta. Até esse momento o esquadrão e Aki são rodeados pelos Phantoms, e depois escapam, indo para terreno alto e entrando num transporte. Posteriormente, uma discussão ocorre entre Aki e o capitão da missão, que acusa ela de irresponsabilidade. Logo depois, ele retira seu capacete, e ele se revela ser o Capitão Gray, um velho conhecido da Doutora Ross. Quando eles são todos escaneados pela contaminação do Phantom (exceto Aki, porque ela tem uma liberação especial, que o Dr. Sid a concede). O capitão descobre estar infectado, com o Phantom dentro dele. Aki realiza uma cirurgia bio-laser nele, salvando sua vida, com um segundo para sua vida ser esvaida.
Ela então conversa com Sid. Ela confirma que a planta que encontrou é o sexto espírito. Sid mostra à Aki um diário que ele escreveu quando tinha sua idade. Após ela lê-lo, ele o queima, com a desculpa de que suas ideias não são populares entre os homens.
Depois de acordar de outro sonho sobre os Phantoms, Aki é então conduzida para um debate sobre o uso do canhão espacial “Zeus”, uma arma que foi desenhada para destruir os Phantoms. Sid discute contra o uso do canhão, dizendo que o canhão irá destruir “Gaia - o espírito do planeta”. O general examina esse conceito e solicita uma prova. Aki então mostra a ele uma prova, revelando que ela está infectada pelos Phantoms, porém ainda com vida.
Após o debate, Aki procede pela busca pelo sétimo espírito com o Capitão Gray. Ambos são surpreendidos quando os membros do esquadrão de Gray rondam o sistema, dizendo que querem Gray e Aki de custódia. Gray pergunta à Aki sobre os espíritos, e Aki responde que foi infectada, quando menina, pelos Phantoms e, que não morreu gráças à membrana colocada ao redor da infecção pelo Doutor Sid. Diz que ela é o primeiro espírito, o segundo foi um peixe, o terceiro foi um corço encontrado numa reserva animal fora de Moscow, o quarto foi um pássaro e, o último é uma planta que ela achou. Então Gray diz que ela se esqueceu de um espírito, pois pulou o quinto e, em seguida indaga sobre o que aconteceu com o mesmo. Aki hesita, dizendo que o quinto era uma garotinha morrendo num hospital e que ela retirou uma amostra dela. Eles se aproximam um pouco em tempo de se beijarem, mas antes que o fizessem, a energia é ligada e eles se afastam.

## Outros nomes do filme
| Nome                                     | País(es)         |
| ---------------------------------------- | ---------------- |
| Fainaru fantaji                          | Japão            |
| Fantasía final: El espíritu en nosotros  | Colombia         |
| Final Fantasy - Die Mächte in dir        | Alemanha         |
| Final Fantasy, les créatures de l'esprit | França           |
| Final Fantasy: Esence zivota             | República Tcheca |
| Final Fantasy: Spiritele ascunse         | Romênia          |
| Final Fantasy: The Movie                 | Estados Unidos   |
| Final fantasy: La fuerza interior        | Espanha          |
| Final fantasy: Les créatures de l'esprit | Canadá           |
| Den Sista Fantasin: Andarna Inuti        | Suiça            |

## Premiações
- Indicado

Academy of Science Fiction, Fantasy & Horror Films
Categoria Melhor Lançamento DVD Edição Especial
Golden Trailer Awards
Categoria Prêmio Golden Fleece
Motion Picture Sound Editors
Categoria Edição de Som Randy Thom e Dennis Leonard
Categoria Editor Foley Andrea S. Gard
Categoria Editor Adr Sue Fox
Categoria Editor de Efeitos Sonoros David C. Hughes, Robert Shoup, Jim McKee e Christopher Scarabosio
Categoria Editor de Diálogos Ernie Cheesley
Online Film Critics Society Awards
Categoria Melhor Filme de Animação
World Soundtrack Awards
Categoria Melhor Canção Original escrita para um filme Elliot Goldenthal, Dick Rudolph (letra) e Lara Fabian (interpretação)